# Scott Wilson (études culturelles)
Pour les articles homonymes, voir Scott Wilson et Wilson.
Scott Wilson, né en 1962, est professeur de médias et d'études culturelles de l'Université de Kingston, à Londres. Ses intérêts de recherche incluent le biais médiatique, la critique des médias, la politique culturelle ou la psychanalyse de Georges Bataille,,.

## Éducation
Wilson a obtenu un doctorat de l’Université du pays de Galles (anglais: University of Wales; gallois: Prifysgol Cymru) à Cardiff en 1991.